# Crédit Agricole (wielerploeg)/2008
Deze pagina geeft een overzicht van de wielerploeg Crédit Agricole in 2008.
| Naam                | Geboortedatum | Nationaliteit       | Ploeg 2007         |
| ------------------- | ------------- | ------------------- | ------------------ |
| Eric Berthou        | 23-01-1980    | Frankrijk           | Caisse d'Epargne   |
| László Bodrogi      | 11-12-1976    | Hongarije           |                    |
| William Bonnet      | 25-06-1982    | Frankrijk           |                    |
| Aleksandr Botsjarov | 26-02-1975    | Rusland             |                    |
| Pietro Caucchioli   | 28-08-1975    | Italië              |                    |
| Jimmy Engoulvent    | 07-12-1979    | Frankrijk           |                    |
| Dmitri Fofonov      | 15-08-1976    | Kazachstan          |                    |
| Angelo Furlan       | 22-07-1977    | Italië              |                    |
| Simon Gerrans       | 16-05-1980    | Australië           | Ag2r Prévoyance    |
| Patrice Halgand     | 02-03-1974    | Frankrijk           |                    |
| Sébastien Hinault   | 11-02-1974    | Frankrijk           |                    |
| Jonathan Hivert     | 23-03-1985    | Frankrijk           |                    |
| Jeremy Hunt         | 12-03-1974    | Verenigd Koninkrijk | Unibet.com         |
| Thor Hushovd        | 18-01-1978    | Noorwegen           |                    |
| Christophe Kern     | 18-01-1981    | Frankrijk           |                    |
| Ignatas Konovalovas | 08-12-1985    | Litouwen            | beloften           |
| Christophe Le Mével | 11-09-1980    | Frankrijk           |                    |
| Cyril Lemoine       | 03-03-1983    | Frankrijk           |                    |
| Jean-Marc Marino    | 03-03-1983    | Frankrijk           |                    |
| Maxime Mederel      | 19-09-1980    | Frankrijk           | Auber 93           |
| Rémi Pauriol        | 04-04-1982    | Frankrijk           |                    |
| Saul Raisin         | 06-01-1983    | Verenigde Staten    |                    |
| Gabriel Rasch       | 08-04-1976    | Noorwegen           | Team Maxbo-Bianchi |
| Mark Renshaw        | 22-10-1982    | Australië           |                    |
| Nicolas Roche       | 03-07-1984    | Ierland             |                    |
| Pierre Rolland      | 10-10-1986    | Frankrijk           |                    |
| Julien Simon        | 04-10-1985    | Frankrijk           | beloften           |
| Yannick Talabardon  | 06-07-1981    | Frankrijk           |                    |

1999 · 2000 · 2001 · 2002 · 2003 · 2004 · 2005 · 2006 · 2007 · 2008
AG2R-La Mondiale · Astana · Bouygues Télécom · Caisse d'Epargne · Cofidis, Le Crédit par Téléphone · Team Columbia · Crédit Agricole · Team CSC · Euskaltel-Euskadi · La Française des Jeux · Team Gerolsteiner · Lampre-Fondital · Liquigas-Bianchi · Team Milram · Silence-Lotto · Quick·Step-Innergetic · Rabobank · Saunier Duval-Scott